# Swan Hennessy
Edward Swan Hennessy (* 24. November 1866 in Rockford, Illinois; † 26. Oktober 1929 in Paris) war ein irisch-amerikanischer Komponist, der den größten Teil seines Lebens in Paris verbrachte. In seiner Vorkriegs-Klaviermusik zeichnete er sich als Miniaturist mit sehr deskriptiver und programmatischer Musik aus. Nachdem er sich einer Gruppe bretonischer Komponisten angeschlossen hatte, entwickelte er einen Ruf als „keltischer“ Komponist, der auf sein irisches Erbe zurückgriff und in einem Stil schrieb, der sowohl in einem französischen als auch in einem irisch-britischen Kontext einzigartig war. Auch wenn er nach 1950 fast vollständig in Vergessenheit geraten ist, wurde seine Musik von französischen Musikkritikern seiner Zeit wie Henri Collet, Louis Vuillemin, Émile Vuillermoz oder Lucien Chevaillier durchaus gelobt. In einigen Werken verwendete er auch Jazzelemente und ließ sich von Jahrmärkten und Lärm von Verkehr und Industrie inspirieren. Damit nahm Tendenzen vorweg, die nach 1920 mit der Komponistengruppe „Les Six“ verbunden werden.

## Leben
Hennessy war irischer Abstammung und wuchs ab ca. 1870 in Chicago auf. Sein Vater, Michael David Hennessy (1837–1919) stammte aus Cork, war um 1853 über Kanada in die USA ausgewandert, wurde dort Präsident der Chicago City Railways (Straßenbahn) und war ab 1874 als Anwalt tätig. Seine Mutter war Sarah J. Swan (um 1833–1880), Tochter von Joseph Rockwell Swan, eines Richters am Supreme Court und Gründungsmitglied der Republikanischen Partei. Die Angabe in Baker’s Dictionary, er habe in Oxford „general subjects“ studiert, lässt sich nicht belegen. Wahrscheinlich war er etwa ein Jahr lang Schüler an einer der dortigen Privatschulen, bevor er 1879 nach Stuttgart ging, wo er bis 1886 an der Musikhochschule studierte. Er studierte dort Klavier bei Edmund Alwens und Komposition in einer englischsprachigen Klasse bei dem aus den USA gebürtigen Percy Goetschius.
Nach dem Abschluss seines Studiums ging Hennessy nach England (1886–92), wo er in London lebte, 1888 in Edinburgh heiratete, zwei Kinder bekam und 1893 wieder geschieden wurde. Dem folgte eine Phase von zehn Jahren, in der er von einer Heimatbasis in Italien aus Europa bereiste (u. a. Frankreich, Belgien, die Schweiz und Irland). Um 1903 ließ er sich in Paris nieder. Im Juli 1909 heiratete er Claire Przybyszewska (1883–1947), eine Polin, die er in Brüssel kennengelernt hatte. Claires Mutter war eine Cousine des symbolistischen Schriftstellers Stanisław Przybyszewski. Das Paar bekam einen Sohn, den späteren Sammler und Historiker Patrice Hennessy (1910–1973).
Obgleich er keine familiären Beziehungen in der Bretagne hatte, war Hennessy ab 1912 Mitglied der Association des compositeurs bretons und verkehrte auch nach dem Ersten Weltkrieg weiter mit deren Mitgliedern, darunter Paul Le Flem, Paul Ladmirault, Maurice Duhamel, Louis Aubert, Louis Vuillemin und Lucien Haudebert. Tatsächlich wurde Hennessy erst durch die Mitgliedschaft in dieser Gruppe breiteren Kreisen in Frankreich bekannt. Nach der Uraufführung seines 2. Streichquartetts op. 49 (1920) durch irische Musiker im Januar 1922 in Paris wurde seine Musik auch einige Jahre in Irland gespielt. Das Quartett ist der Erinnerung an den irischen Revolutionär Terence MacSwiney gewidmet.
Hennessy starb 1929 an einer Embolie als Folge einer Routineoperation, der Komponist Georges Migot hielt die Grabrede. Hennessy und seine Familie sind auf dem Friedhof von Montparnasse in Paris (Division 28, Sektion III) begraben.

## Musik
Swan Hennessys Musik vor 1900 war stark von seiner konservativen Ausbildung und der Vorliebe seiner Stuttgarter Lehrer für die Musik von Robert Schumann geprägt. Um die Zeit seines Umzugs nach Paris war er auch ein Bewunderer Max Regers. Obwohl seine spätere Musik den Einfluss mehrerer zeitgenössischer Stilrichtungen zeigt, hat er sich nie vollständig von diesem tiefgreifenden Einfluss der deutschen Romantik losgesagt. Zwischen 1907 und 1913 schrieb Hennessy zunehmend im impressionistischen Stil, vor allem mit zahlreichen Klavierwerken und Kunstliedern in einem deskriptiven und programmatischen Stil, inspiriert von den Klängen in seiner Umgebung, einschließlich Natur, Verkehr und Industrie. Ähnlich wie zeitgleich Erik Satie, enthält sein Werk dieser Jahre auch humoristische und satirische Stücke. Ein zeitgenössischer Kritiker schrieb: „Il fut un humoriste d’une verve drue dont la drôlerie était faite à la fois d’observation et d’invention, de fantaisie et de psychologie“ („Er war ein Humorist von großer Verve, dessen Humor sich aus Beobachtung und Erfindung, aus Fantasie und Psychologie ableitete“). Doch trotz zahlreicher positiver Kritiken in der französischen und deutschen Musikpresse gelang es ihm zunächst nicht, seine Musik in Paris aufführen zu lassen.
Dies änderte sich erst mit Beginn seiner Mitgliedschaft in der Association des compositeurs bretons ab 1912 und der Integration von Elementen aus der traditionellen Musik Irlands, Schottlands und der Bretagne in seine Kompositionen. Unterbrochen durch den Ersten Weltkrieg (den er in der Nähe von Montreux in der Schweiz verbrachte), entwickelte er vor allem in den 1920er Jahren seine keltischen Neigungen. Viele von Hennessys Stücken, deren Titel mit Begriffen wie „celtique“, „gaélique“ oder „irlandais“ enden, sind von traditionellen Volksmelodien und -rhythmen inspiriert, aber er zitiert nur selten vorhandene Volkslieder. Stattdessen verwendet er typische melodische und rhythmische Wendungen aus der Volksmusik, die er aber selbst komponiert hat. Im Laufe der 1920er Jahre schrieb er den größten Teil seiner Kammermusik, darunter mehrere Duo-, Trio- und Quartettstücke. Diese brachten ihm den Ruf eines „keltischen“ Komponisten ein, mit der Folge, dass seine sehr originelle (und ganz anders geartete) Klaviermusik aus der Zeit vor dem Krieg in Vergessenheit geriet. In einem französischen Nachruf wurde er gar „le barde de l’Irlande“ genannt und wird als Retter der „l’ancienne mélodie celtique“ bezeichnet.
Hennessy war sehr kritisch gegenüber der zeitgenössischen Avantgarde, insbesondere gegenüber Arnold Schönberg, und schrieb zahlreiche sarkastische und pessimistische Briefe und Kommentare in der Musikpresse. Eine Lösung für die von ihm als Krise empfundene Entwicklung war die Hinwendung zu regionalen Traditionen der Volksmusik und deren Einbeziehung in die Kunstmusik.
Seit seinem Umzug nach Paris wurde Hennessys Musik vor allem bei E. Demets und ab 1923 bei Max Eschig verlegt. Weitere Verleger waren Schott (Mainz), Breitkopf & Härtel (Wiesbaden), Augener & Co. (London), u. a.

## Werke (Auswahl)
Kammermusik
- Lieder an den Mond. Romantische Stücke op. 10, für Klaviertrio. Augener & Co., London 1888.
- Berceuse op. 13, für Violine und Klavier. Enoch & Cie.,Paris 1901.
- Sonate en style irlandais op. 14, für Violine und Klavier. Schott & Co., London 1904; als Sonate en Fa (style irlandais). B. Schott’s Söhne, Mainz 1905.
- Petite suite irlandaise op. 29, für vierhändiges Klavier. E. Demets, Paris 1909.
- Prémier Quatuor (Suite) (1. Streichquartett) op. 46. E. Demets, Paris 1913.
- Deuxième Quatuor (2. Streichquartett) op. 49 (1920). E. Demets, Paris 1920.
- Rapsodie celtique op. 50, für Violine und Klavier. E. Demets, Paris 1915.
- Petit trio celtique op. 52, für Streichtrio. E. Demets, Paris 1921.
- Trio op. 54, für zwei Klarinetten und Fagott. E. Demets, Paris 1921.
- Variations sur un thème de six notes op. 58, für Querflöte, Violine, Viola, Cello. Max Eschig & Cie., Paris 1924.
- Quatre Pièces celtiques op. 59, für Englischhorn, Violine, Viola, Cello. Max Eschig & Cie., Paris 1925.
- Troisième Quatuor à cordes (3. Streichquartett) op. 61.  Max Eschig & Cie., Paris 1926.
- Sonatine celtique op. 62, für Viola und Klavier. Max Eschig & Cie., Paris 1924.
- Rapsodie gaélique op. 63, für Cello und Klavier. Max Eschig & Cie., Paris 1925.
- Deux Morceaux op. 68, für Altsaxophon und Klavier. Max Eschig & Cie., Paris 1926.
- Trio op. 70, für Querflöte, Violine, Fagott. Max Eschig & Cie., Paris 1926.
- Quatre Morceaux op. 71, für Altsaxophon oder Viola (Op. 71bis) und Klavier. Éditions Max Eschig, Paris 1929.
- Quatrième Quatuor à cordes (4. Streichquartett) op. 75. Éditions Max Eschig, Paris 1930.
- Deuxième Sonatine op. 80, für Violine und Klavier. Propriété de l’auteur, Paris 1929.
- Sonatine op. 81, für Cello und Klavier. Propriété de l’auteur, Paris 1929.

Klaviermusik
- Ländliche Skizzen op. 1. Breitkopf & Härtel, Leipzig 1885.
- Carneval-Studien op. 6. 2 Bände. G. A. Zumsteeg, Stuttgart 1886 / 1887.
- Variations sur un thème original dans le style irlandais op. 12. Augener & Co.,  London 1902; revidierte Ausgabe als Variations on an Original Theme in the Irish Style, Augener & Co., 1903
- Petit album op. 18. Schott & Co., London n. d. [1907].
- Aus dem Kinderleben op. 19. Breitkopf & Härtel, Leipzig 1905.
- Au bord de la forêt op. 21. E. Demets, Paris n. d. [1907].
- Au village op. 22. E. Demets, Paris 1907.
- Étude op. 25 E. Demets, Paris 1907.
- Nouvelles feuilles d’album op. 27. E. Demets, Paris 1908.
- Variations sur un air irlandais ancien op. 28. B. Schott’s Söhne, Mainz 1908.
- Valses op. 32. E. Demets, Paris 1909.
- Croquis de femmes op. 33. F. Durdilly, Ch. Hayet, successeur, Paris 1911.
- Petite suite sur les notes Mi Do Mi Fa Si Mi op. 34. B. Schott’s Söhne, Mainz 1911.
- Fêtes. Deux Morceaux descriptifs op. 36. B. Schott’s Söhne, Mainz 1911.
- En passant … (Études d’après nature), Op. 40. E. Demets, Paris 1912.
- Valses caprices op. 41. E. Demets, Paris 1912.
- Sonatine op. 43. E. Demets, Paris 1912.
- Sentes et chemins (Nouvelles études d’après nature) op. 44. E. Demets, Paris 1912.
- Pièces celtiques op. 45. E. Demets, Paris 1912.
- Croquis parisiens op. 47. E. Demets, Paris 1913.
- Impressions humoristiques op. 48. E. Demets, Paris 1913.
- Sonatine celtique op. 53. Evans & Co., London 1924.
- Épigrammes d’un solitaire op. 55. Evans & Co., London 1924.
- Trois Pièces exotiques op. 57. E. Demets, Paris 1922.
- Étude de concert op. 60. Max Eschig & Cie., Paris 1924.
- Rapsodie irlandaise op. 67. Max Eschig & Cie., Paris 1929.
- Banlieues … Six Petites pièces op. 69. Max Eschig & Cie., Paris 1929.
- À la manière de …, 5 Hefte. Éditions Max Eschig, Paris: 1927–1928.

Gesang und Klavier
- Lydia op. 23 (Charles Leconte de Lisle). J. Hamelle, Paris 1908.
- Epiphanie op. 26 (José-Maria de Heredia). J. Hamelle, Paris 1908.
- Deux Mélodies op. 30 (Joséphin Soulary, Charles Baudelaire). J. Hamelle, Paris 1908.
- Trois Chansons écossaises op. 31 (Charles Leconte de Lisle). J. Hamelle, Paris 1907.
- Trois Chansons espagnoles op. 42bis (Emmanuel von Geibel, Heinrich Heine). E. Demets, Paris 1921.
- Trois Mélodies op. 56 (Charles Baudelaire, Albert Samain, Jean Ajalbert) (Paris: Éditions Max Eschig, 1925–32)
- Trois Mélodies sur des poésies d’André Delacour et de Leconte de Lisle op. 66. Max Eschig & Cie., Paris 1926.
- Trois Chansons celtiques op. 72 (Charles Leconte de Lisle, Anatole le Braz, Pierre Scize). Éditions Max Eschig, Paris 1927.
- Deux Mélodies op. 73 (Paul Géraldy, Anatole le Braz). Éditions Max Eschig, Paris 1928.
- Deux Mélodies op. 79 (Paul Verlaine, Prosper Blanchemain). Éditions Max Eschig, Paris 1934.

## Diskografie
- Quatre Pièces celtiques op. 59, in einer Bearbeitung für Englischhorn und Orgel, mit Manfred Hoth (Englischhorn) und Ulrich Leykam (Orgel): K&M Records, CD [ohne Jahr].[11]
- Trio op. 54 für zwei Klarinetten und Fagott, mit dem Trio d’Ance di Bolzano: Rainbow RW 98107, CD (1999).
- Quatre Pièces celtiques op. 59, in einer Bearbeitung für Englischhorn und Streichorchester, mit Rachel Tolmie (Englischhorn), Bourbaki Ensemble: Wirripang Wirr 018, CD (2008).
- Trio op. 54 für zwei Klarinetten und Fagott, mit dem Trio Pleyel: bremenradiohall records brh cd 1305, CD und Downloads (2013).
- Complete String Quartets, mit dem RTÉ ConTempo Quartet: RTÉ lyric fm CD 159, CD (2019); enthält: 1. Streichquartett (Suite) op. 46; 2. Streichquartett op. 49; 3. Streichquartett op. 61; 4. Streichquartett op. 75; Sérénade op. 65; Petit trio celtique op. 52.
- Ausgewählte Klavierwerke, mit Moritz Ernst: Perfect Noise PN 2006, CD (2020); enthält: Au bord de la forêt, op. 21; Croquis de femmes, op. 33; Fêtes, op. 36; En passant … (Études d’après nature), op. 40; Valses caprices, op. 41; Sonatine, op. 43; Pièces celtiques, op. 45; Croquis parisiens, op. 47; Banlieues ..., op. 69; vier Ausschnitte aus À la manière de ...: Borodine, Chabrier, Debussy–Godard, Ravel.
- Viola and Piano Works 1, mit Marcin Murawski (Viola) und Anna Starzec-Makandasis (Klavier): Acte Préalable AP 490 (CD, 2020); enthält: Berceuse, op. 13; Au village, op. 22; Valses caprices, op. 41; Rapsodie celtique, op. 50; Sonatine celtique, op. 62; Deux Morceaux, op. 68; Pièce celtique, op. 74.